# 鎌田ジョージ
鎌田ジョージ（かまた ジョージ、1960年9月7日 - 2018年12月10日）は、埼玉県朝霞市出身の日本のギタリスト、音楽プロデューサー、作曲家、編曲家、スタジオ・ミュージシャン、ライブ・サポート。享年58歳。

## 略歴
1979年4月21日、スリーピースバンド、ZERO（メンバー編成は、ギター&ボーカル・鎌田常治、ベース&ボーカル・小池浩道、ドラムス&ボーカル・鈴木秀典）として、シングル「センチメンタル珊瑚礁（リーフ）」で EPIC・ソニーよりメジャー・デビュー。シングル2枚、アルバム1枚をリリース後、解散。解散後は、甲斐よしひろ、中村あゆみ、福山雅治などのライブ・サポートとして活動。
2018年12月10日に逝去したことが中村あゆみの公式ブログで公表。

## 楽曲提供
- 浅香唯「Self Control」（作曲）「孤独（ひとり） 〜この声が聞こえても〜」（編曲）、「恋のUpside-Down」（作曲・編曲）「STRANGE CITY」（編曲）
- 甲斐よしひろ「風吹く街角」「レディ・イヴ」他多数
- 草地章江「大ッキライ」など作曲・編曲多数
- 坂本冬美「アジアの海賊」編曲
- 椎名へきる「Distance」「それっていいね」「G線上ロマンス」（鎌田常治名義作曲）
- 中村あゆみ「BROTHER」（共作）「WOMAN LIFE」など作曲・編曲多数

## プロデュース
- 甲斐よしひろ『GUTS』『PARTNER』
- 草地章江
- 中村あゆみ
- BOO WHO WOO
- REDIEAN;MODE他多数

## ライブサポート
- 柿島伸次
- 草地章江
- 小松康伸
- 中村あゆみ
- 福山雅治
- 本田恭章他多数

## その他
- デュエット
  - 中村あゆみ (Duet with George Kamata) 「少年の瞳」